# Fionn Regan

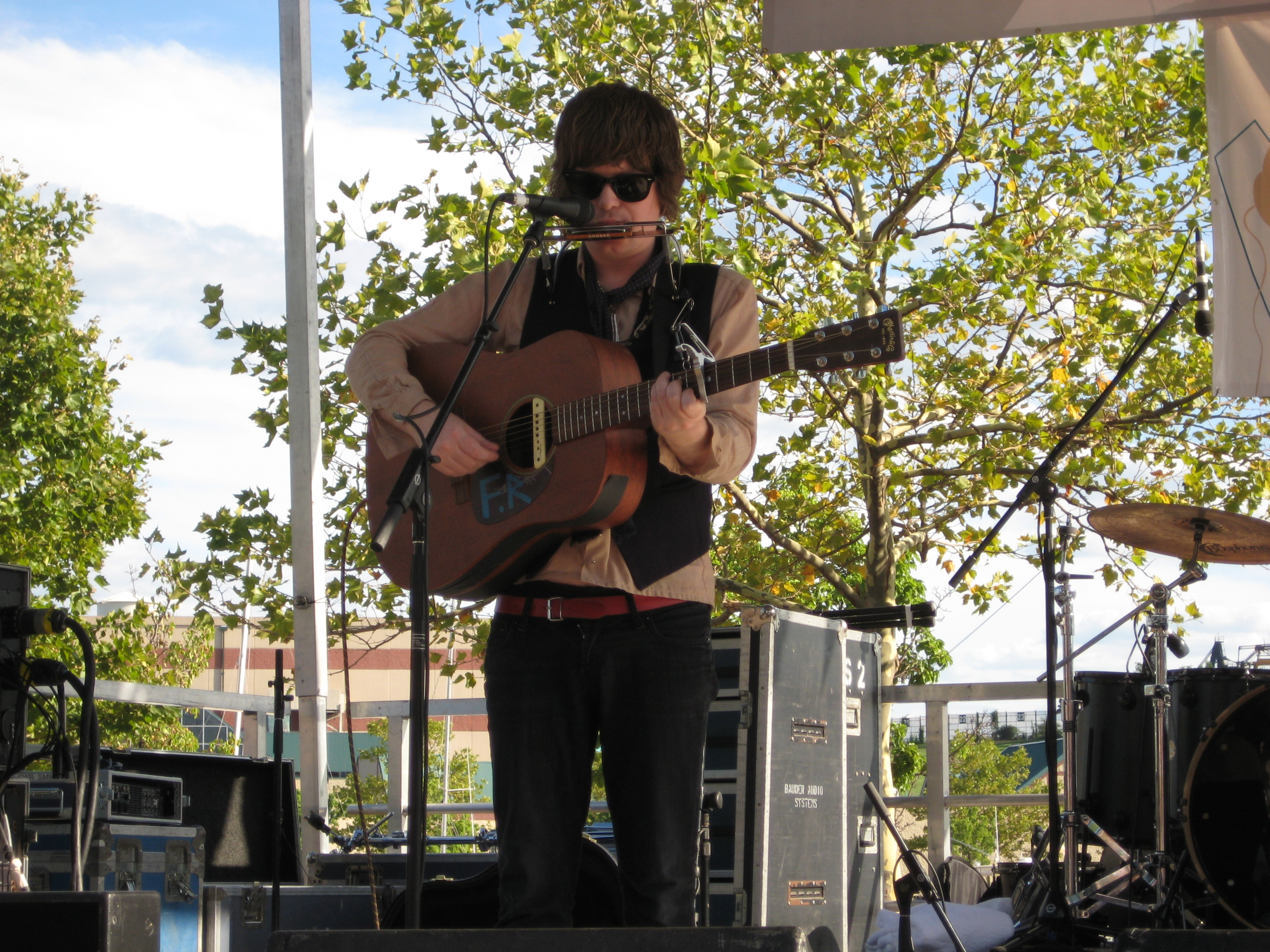
Fionn Regan 2007

Fionn Regan (* 1979) ist ein irischer Liedermacher und Künstler aus dem irischen Bray.
Er nennt Künstler wie Bob Dylan und Neil Young als seine Einflüsse.

## Überblick
Regan erste Veröffentlichung war die Single Little Miss Drunk, darauf die drei EPs mit dem Titel Hotel Room, Reservoir und Campaign Button, die auf einem kleinen Indie-Label namens Anvil Records erschienen. Auf diese ersten Veröffentlichungen folgte das Debüt-Album The End of History, welches zunächst im Vereinigten Königreich unter dem Label Bella Union am 7. August 2006 veröffentlicht wurde. Nach dem Erfolg des Albums im Vereinigten Königreich wurde das Album durch das amerikanische Label Lost Highway Records am 10. Juli 2007 in den USA veröffentlicht. The End of History wurde von Regan selbst produziert und zusammen mit Simon Raymonde gemischt.
Das Lied "Be Good or Be Gone" findet im Fernsehdrama Grey’s Anatomy, Nearly Famous, und Skins Verwendung.
Fionn Regan hat die Arbeiten zum zweiten Studio-Album Shadow of an Empire abgeschlossen. Das Album ist am 8. Februar 2010 veröffentlicht worden. Das dritte Studio-Album 100 Acres of Sycamore wurde im August 2011 veröffentlicht.

## Diskografie

### Alben
- The End of History (2006)
- The Shadow of an Empire (8. Februar 2010)
- 100 Acres of Sycamore (2011)
- The Bunkhouse Vol. 1: Anchor Black Tattoo (2012)
- The Meetings of the Waters (2017)
- Cala (2019)

### EPs
- Slow Wall (EP) (2000) (unter dem Namen Bilbo)
- Reservoir (EP) (10. Februar 2003)
- Hotel Room (EP) (15. März 2004)
- Campaign Button (EP) (2005)
- Home Recording Sampler

### Singles
- Little Miss Drunk (22. Juli 2002)
- Be Good or Be Gone (5. Februar 2006)
- Protection Racket (November 2009)